# Калинівка (зупинний пункт Південної залізниці, код ЄМР 443368)
Калинівка — пасажирський залізничний зупинний пункт Харківської дирекції Південної залізниці на електрифікованій лінії Мерефа — Лозова між станціями Трійчате (10 км) та Лихачове (4 км). Розташований біля села Калинівка Лозівського району Харківської області.

## Пасажирське сполучення
На платформі Калинівка зупиняться приміські електропоїзди Харківського та Лозівського напрямків.